# 키건 코너 트레이시
키건 코너 트레이시(Keegan Connor Tracy, 1971년 12월 3일 ~ )는 캐나다의 배우이다.

## 출연 작품

### 영화
- 파이널 데스티네이션 2 (2003)
- 화이트 노이즈 (2005)
- 내 친구의 사생활 (2008)
- 디센던츠 (2015)
- 디센던츠 2 (2017)
- 디센던츠 3 (2019)

### 텔레비전
- 나노인간 제이크 (2003-04)
- The 4400 (2005)
- 스타게이트 SG-1 (2006)
- 수퍼내추럴 (2006)
- 사이크 (2007)
- 배틀스타 갈락티카 (2007-09)
- 원스 어폰 어 타임 (2011-18)
- 베이츠 모텔 (2013-16)
- 더 매지션스 (2016-20)